# Arisa Kimishima
Arisa Kimishima (japanisch 君嶋 愛梨沙; * 23. Dezember 1995 in Iwakuni) ist eine japanische Leichtathletin, die sich auf den Sprint spezialisiert hat. Zudem ist sie auch im Bobsport als Anschieberin aktiv.

## Sportliche Laufbahn
Arisa Kimishima startete in der Saison 2016/17 im Zweierbob gemeinsam mit Maria Oshigiri zuerst bei Europacuprennen, ehe sie im Januar 2017 in St. Moritz erstmals im Weltcup startete und dort auf den zwölften Platz gelangte. Im Februar gelangte sie bei der Bob-Weltmeisterschaft in Königssee auf Rang sieben und beim Weltcup in Pyeongchang erreichte sie Rang 16. In der nächsten Saison startete sie viermal im Weltcup, dreimal davon mit Maria Oshigiri als Pilotin, sowie einmal mit Konomi Asazu. Anschließend fokussiert sie sich als Sprinterin auf die Leichtathletik und siegte 2021 in 11,64 s beim Mikio Oda Memorial Athletics Meet. Im Jahr darauf startete sie mit der japanischen 4-mal-100-Meter-Staffel bei den Weltmeisterschaften in Eugene und verpasste dort mit neuem Landesrekord von 43,33 s den Finaleinzug. 2023 belegte sie bei den Hallenasienmeisterschaften in Astana mit 7,40 s den fünften Platz im 60-Meter-Lauf. Im Juli belegte sie bei den Freiluftmeisterschaften in Bangkok in 11,56 s den fünften Platz über 100 Meter und gelangte mit 28,00 s auf Rang acht im 200-Meter-Lauf. Zudem gewann sie mit der Staffel in 43,95 s gemeinsam mit Miu Kurashige, Remi Tsuruta und Midori Mikase die Silbermedaille hinter dem chinesischen Team. Anschließend schied sie bei den Weltmeisterschaften in Budapest mit 11,73 s in der ersten Runde über 100 Meter aus.
In den Jahren 2022 und 2023 wurde Kimishima japanische Meisterin im 100-Meter-Lauf sowie 2023 auch über 200 Meter.

## Persönliche Bestleistungen
- 100 Meter: 11,36 s (+0,6 m/s), 10. Juni 2022 in Osaka
  - 60 Meter (Halle): 7,40 s, 10. Februar 2023 in Astana
- 200 Meter: 23,17 m (0,0 m/s), 4. Juni 2023 in Osaka